# Limnophila (Limnophila) defecta
Limnophila (Limnophila) defecta is een tweevleugelige uit de familie steltmuggen (Limoniidae). De soort komt voor in het Australaziatisch gebied.